# Германски институт за стандартизация
Германският институт за стандартизация (на немски: DIN – Deutsches Institut für Normung e. V.) е националният орган по стандартизация на Германия, със седалище в Берлин, Тиргартен. В български източници наименованието му обикновено се среща като DIN.
Главна задача на DIN е разработването на нормативно-техническа документация (стандарти, технически условия, спецификации, правила и др. под.). За тази цел DIN организира работата на 26 000 експерти от различни области на науката и техниката. В DIN членуват предприятия, съюзи, държавни организации, търговски фирми и научни институти. Съгласно договора, сключен между DIN и правителството на ФРГ, DIN е водещата немска национална организация по стандартизация и представлява интересите на Германия в тази област на международно ниво. Интензивната работа на немските експерти в сферата на международната стандартизация прави DIN един от общопризнатите световни лидери по разработване на стандарти и други нормативни документи. Към края на 2013 г. в DIN работят 70 технически комитета, занимавращи се с разработка на стандарти и друга документация.
DIN е член на такива международни организации, като ISO (Международна организация по стандартизация), CEN (Европейски комитет по стандартизация), IEC (Международна електротехническа комисия) и др. В CENELEC (Европейски комитет по електротехнически стандарти) Германия е представена от Немската комисия по електротехника и електроника (DKE), влизаща в състава на DIN.
По данни от 2006 г. броят на DIN-стандартите е около 30 000, от които над 16 000 са издадени на английски език.